# しらすの沖漬け

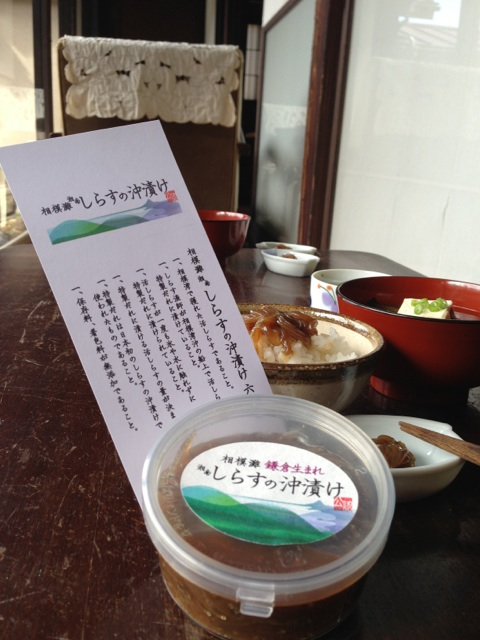
しらすの沖漬けの写真

しらすの沖漬け（しらすのおきづけ）は、神奈川県湘南地方で漁獲されるしらすによる加工食品。神奈川県しらす船曳網漁業連絡協議会（以下神奈川県しらす協議会）所属のしらす漁師が製造販売している。生しらすを、沖合の漁船上でしょう油、酒、みりんを煮たてた特製タレに漬けて生産される。2011年に考案された。女性が開発に関わった商品やサービスに与えられる「神奈川なでしこブランド」に認定されている。

## 商品の誕生まで
鎌倉出身の料理研究家矢野ふき子が2011年4月放映のテレビ朝日の食育をテーマとした「学びＥye」の取材の裏方として同席した時に考え出したもの。当時のプロデューサーに「生しらすは漁獲した当日しか日持ちのしない地元民だけの食べ物なので、生しらすを朝ごはんのシーンにしてほしい」と依頼を受けた矢野は、生しらすを日持ちさせ、全国に広めたいと考えた。本人は「神奈川なでしこブランド」の認定式で神奈川県の黒岩祐治知事とのトークショーの際、「中学生の時、当時日経流通新聞の編集長だった父が富山県から持ち帰ったホタルイカの沖漬けをヒントに、しらすの沖漬けを思いついた」と語っている。
このしらすの沖漬けは、鎌倉のしらす漁師、もんざ丸の前田惠三の協力で生まれた。 生しらすは漁獲された直後に氷で〆られる。開発段階では、陸に持ち帰った生しらすをタレに漬けていたため、なかなか思うような味や日持ちが得られず苦労した。しかし、矢野が前田にタレを託し、獲れたての活きたしらすを沖の船上で、即座にタレに付ける事により、一気に商品化への道が開けた。矢野は「前田さんの前向き、なんでもやってやろうの精神が無ければ決して商品化できなかった」と語っている。しかし商品が完成して間もない2011年1月、前田は脳梗塞で倒れ、2012年に56歳で急逝した。矢野は亡き共同開発者の意志を受け継ぎ、当初の沖漬けの作法を伝えることに専念している。
タレは、矢野が薬剤師の友人に、好塩菌の腸炎ビブリオが繁殖しない塩分濃度、糖分濃度を算出してもらい、それを元になんどもタレをつくり、前田にしらすの沖漬けを作ってもらうことを繰り返し、開発をした。科学的根拠に基づいたこのタレは、神奈川県しらす協議会の公認のものとなっている。

## 産地および特徴
神奈川県のしらす漁は1隻の船で網を曳く1艘曳きであるため、各漁師が十数分の間にしらすを漁獲をする。そのため、透明なしらすを活きたままタレに漬ける事ができる。他県のしらす漁の多くは2隻の船で網を曳く2艘曳きが一般的であるため、漁獲に時間がかかり、しらすが活きたまま漁獲されることが少ない。しらすの沖漬けは神奈川県のしらす漁に最もむく商品であるといえる。
船上で生産をおこなうのは、保存用の水・氷から水分を吸収しないことで鮮度を保つこと、およびたれがしらすに浸透して食味が向上することが理由とされる。

## 商品化
この「しらすの沖漬け」を商品化するにあたり前田惠三は矢野ふき子にタレの製造を依頼し、今では、神奈川県しらす協議会の十数の網元が正規のタレでしらすの沖漬けを製造している。矢野は、神奈川県しらす協議会のしらす漁師が自分の開発したタレでしらすの沖漬けを商品化していることを「考え出したわたくしと協力してくれた前田さんに想いをはせ、お任せくださっていることに、海の男の潔さを感謝している。しらすの沖漬けと言えば神奈川県の名産と言われるようにしたい。」と新聞の取材に答えている。

## 正規品認定について
神奈川県のしらす業者の直売所で購入することが可能である。神奈川県しらす協議会公認のタレで製造した正規品には「相模灘湘南しらすの沖漬け六カ条」の短冊チラシがついている。「六カ条」の詳細については、外部リンク先を参照。